# Ephraim Porter Felt
Ephraim Porter Felt (Salem (Massachusetts), 7 januari 1868 - 14 december 1943) was een Amerikaans entomoloog. Hij specialiseerde zich in Diptera en bestudeerde voornamelijk galmuggen. 
Hij was vanaf 1898 tot aan zijn pensioen in 1928 "State Entomologist" voor de staat  New York als opvolger van Joseph Albert Lintner. In die hoedanigheid onderzocht hij insecten die economisch of medisch van belang zijn, zoals schadelijke insecten voor de land- en bosbouw. Van 1928 tot aan zijn dood was hij directeur van Bartlett Tree Laboratories, het onderzoekscentrum van The F.A. Bartlett Tree Expert Company gesticht door Francis A. Bartlett in 1907.
Hij schreef onder meer Insects injurious to forest trees (1898), Insects affecting park and woodland trees (1905-1906) en Plant galls and gall makers (1940). Zijn collectie galwespen is eigendom van het New York State Museum in Albany (New York), maar meer dan duizend types zijn voor onbepaalde tijd uitgeleend aan het United States National Museum. 
Hij was redacteur van het wetenschappelijk tijdschrift Journal of Economic Entomology vanaf de oprichting ervan in 1908 tot 1936.
Felt beschreef meer dan 1.000 soorten in wetenschappelijke publicaties.